# Грейс Ван Паттен
Грейс Ван Паттен (нар. 21 листопада 1996, Нью-Йорк) — американська актриса. Вона знялася у двох фільмах, які розповсюджує Netflix: «Бродяги» (2016) та «Історії сім'ї Мейровіц» (2017), а також у міні-серіалі Hulu «Дев'ять ідеальних незнайомців» (2021) і «Скажи мені брехню» (2022).

## Біографія
Ван Паттен народився в Нью-Йорк і відвідував Середню школу Фіорелло Х. ЛаГуардіа. Вона старша з трьох дочок режисера та продюсера Тіма Ван Паттена. Вона племінниця комічного актора Дік Ван Паттена, її двоюрідна сестра — актриса Талія Бальзам, яка є дочкою Джойс Ван Паттен.
Вона відклала вступ до Університет Південної Каліфорнії, натомість вирішила пройти прослуховування в Нью-Йорку та відвідати уроки психології та філософії в громадському коледжі. Але курси відклала, коли влаштувалася на роботу протягом навчального року.

## Фільмографія
| Рік  | Назва українською                   | Оригінальна назва                 | Роль                      | Примітки                  |
| ---- | ----------------------------------- | --------------------------------- | ------------------------- | ------------------------- |
| 2006 | Клан Сопрано                        | The Sopranos                      | Еллі Понтекорво           | 2 серій                   |
| 2013 | Закон і порядок: Спеціальний корпус | Law & Order: Special Victims Unit | Джоді Ланьє               | Серія: «October Surprise» |
| 2014 | Підпільна імперія                   | Boardwalk Empire                  | Рут Ліндсей               |                           |
| 2015 | Викрадення автомобілів              | Stealing Cars                     | Меггі Вятт                | Серія: «Cuanto»           |
| 2016 | Бродяги                             | Tramps                            | Еллі                      |                           |
| 2017 | Центральний парк                    | Central Park                      | Лейла                     |                           |
| 2017 | Історії сім'ї Мейровіц              | The Meyerowitz Stories            | Еліза Мейеровіц           |                           |
| 2017 | Весілля Уайльда                     | The Wilde Wedding                 | Маккензі Дарлінг          |                           |
| 2018 | Під Сільвер-Лейк                    | Under the Silver Lake             | Дівчина з повітряної кулі |                           |
| 2018 | Маніяк                              | Maniac                            | Олівія Медоуз             | Роль, що повторюється     |
| 2019 | Гарна постава                       | Good Posture                      | Ліліан                    |                           |
| 2020 | Жорстоке серце                      | The Violent Heart                 | Кессі                     |                           |
| 2021 | Сигнал лиха                         | Mayday                            | Ана                       |                           |
| 2021 | Дев'ять ідеальних незнайомців       | Nine Perfect Strangers            | Зої                       | Другий сезон / 8 серій    |
| 2022 | Скажи мені брехню                   | Tell Me Lies                      | Люсі Олбрайт              | Перший сезон / 10 серій   |